# Quartier Centre (Avignon)
Pour les articles homonymes, voir Quartier Centre.
Ne doit pas être confondu avec Centre historique d'Avignon.
Le quartier Centre est l'un des 9 quartiers d'Avignon en région Provence-Alpes-Côte d'Azur.

## Histoire
L'intra-muros d'Avignon correspond au quartier Avignon Centre de la ville.
« Intra-muros » signifie « à l'intérieur des murs », c'est-à-dire qualifie la partie de la ville située à l'intérieur des remparts.
Les bâtiments sont donc, dans leur majorité, anciens mais, malgré tout, plusieurs quartiers (percée de la rue de la République sous le Second Empire avec façades haussmanniennes et aménagements de la place de l'Horloge et construction de l'actuel hôtel de ville de style néo-classique ainsi que du théâtre, quartier de la Balance (halles, rue Thiers…) ont au fil des années été remaniés et des immeubles (bureau de poste, cité scolaire Frédéric-Mistral…) rebâtis.
Dans les années 1960, Avignon fut l'objet d'un important débat lors de la création des secteurs sauvegardés, son maire d'alors proposant une rénovation du quartier de la Balance avec une destruction d'environ les deux tiers du bâti en ne gardant que les édifices classés ou inscrits. C'est une solution de compromis qui fut adoptée, une partie du quartier étant effectivement rénovée, c'est-à-dire reconstruite, seule la zone située à proximité de la place du Palais bénéficiant d'une véritable restauration.

## Localisation
Ce quartier est délimité :
- à l'est, par les boulevards Limbert et Saint-Lazare qui le sépare du quartier Nord ;
- au nord, par les boulevards de la Ligne et du Rhône qui le sépare du quartier Barthelasse-Piot ;
- à l'ouest, par les boulevards de l'Oulle et Saint-Dominique qui le sépare du quartier Barthelasse-Piot ;
- au sud, par les boulevard Saint-Roch et Saint-Michel qui le sépare des quartiers Ouest et Nord Rocade.

## Administration

### Mairie de quartier
Tous les quartiers d'Avignon sont dotés d'une mairie de quartier. Celle du quartier Centre (la Maison Manon) est située au 12 place des Carmes.

### Bureau de Poste
Le quartier Centre compte deux bureau de Poste, le premier situé au 2 rue de la Petite Meuse et le second au 4 cours du Président Kennedy.

### Poste de Police Municipale
Le quartier Centre compte un poste de Police Municipale situé sur la place Pie.

## Transports en commun
Le quartier est desservi par le réseau Orizo.

### Bus
Sur sa périphérie, le quartier Centre est desservi par de nombreuses lignes de bus du réseau Orizo.
Cependant, seulement cinq lignes parcourent le cœur du quartier.
| Lignes desservant le quartier Centre | Arrêts dans le quartier Centre |
| ------------------------------------ | --- |
| CZen-It                              | Université • Thiers • Guillaume Puy • Pasteur • Carmes • Carreterie • Saint-Lazare                                                                             |
| CZen-Hal                             | Université • Thiers • Guillaume Puy • Les Halles • Pétramale • Ninon Vallin • Limbert                                                                          |
| CZen-Rep                             | Cité Administrative • Saint-Didier • Horloge • Hôtel de Ville • Racine • Saint-Agricol • Vernet • Mistral • Raspail • Observance • Avignon Poste • Gare Centre |
| BAL-A                                | Desserte du secteur Teinturiers sans arrêts prédéfinis (hormis Boutique Orizo et Les Halles d'Avignon)                                                         |
| BAL-B                                | Desserte du secteur Banasterie sans arrêts prédéfinis (hormis Boutique Orizo et Les Halles d'Avignon)                                                          |

### Tramway et Chron'hop
Le quartier Centre est desservi par toutes les lignes de Tramway et Chron'hop du réseau Orizo.
| Lignes desservant le quartier Centre | Stations dans le quartier Centre                               |
| ------------------------------------ | -------------------------------------------------------------- |
| T1                                   | Saint-Roch - Université des Métiers • Gare Centre - République |
| C2                                   | Gare Centre • Magnanen • Limbert • Thiers • Université         |
| C3                                   | Saint-Lazare • Université • Thiers • Limbert                   |

### Vélopop'
Le quartier Centre possède plusieurs stations Vélopop' du réseau Orizo.